# 의신중학교 (경남)
의신중학교(義信中學校)는 대한민국 경상남도 창원시 마산합포구 교방동에 있는 사립 중학교이다.

## 학교 연혁
- 1968년 1월 29일 : 학교법인 의신학원 설립(설립자 곽복남)
- 1968년 12월 3일 : 마산의신여자중학교 설립 (6학급)
- 1969년 2월 27일 : 초대 교장 최봉선 취임
- 1976년 1월 19일 : 학교법인 중앙학원으로 명의 변경
- 1982년 2월 22일 : 학교법인 의신학원으로 분리설립인가
- 1982년 2월 22일 : 초대 이사장 윤삼연 취임
- 2019년 10월 14일 : 제3대 이사장 심지훈 취임
- 2023년 1월 4일 : 제52회 졸업식(91명, 총 졸업생 수 12,320명)
- 2023년 3월 2일 : 신입생 입학(94명)
- 2023년 9월 1일 : 제13대 교장 김부열 취임
- 2025년 3월 1일 : 남녀공학 전환 및 의신중학교로 교명 변경

## 참고 자료
- 의신중학교 - 한국교육학술정보원 학교알리미